# Елизавета Саксен-Альтенбургская
Елизавета Паулина Александрина Саксен-Альтенбургская (26 марта 1826, Хильдбургхаузен — 2 февраля 1896, Ольденбург) — принцесса Саксен-Альтенбургская, дочь герцога Саксен-Альтенбурга Иосифа, в замужестве великая герцогиня Ольденбургская.

## Биография

### Семья

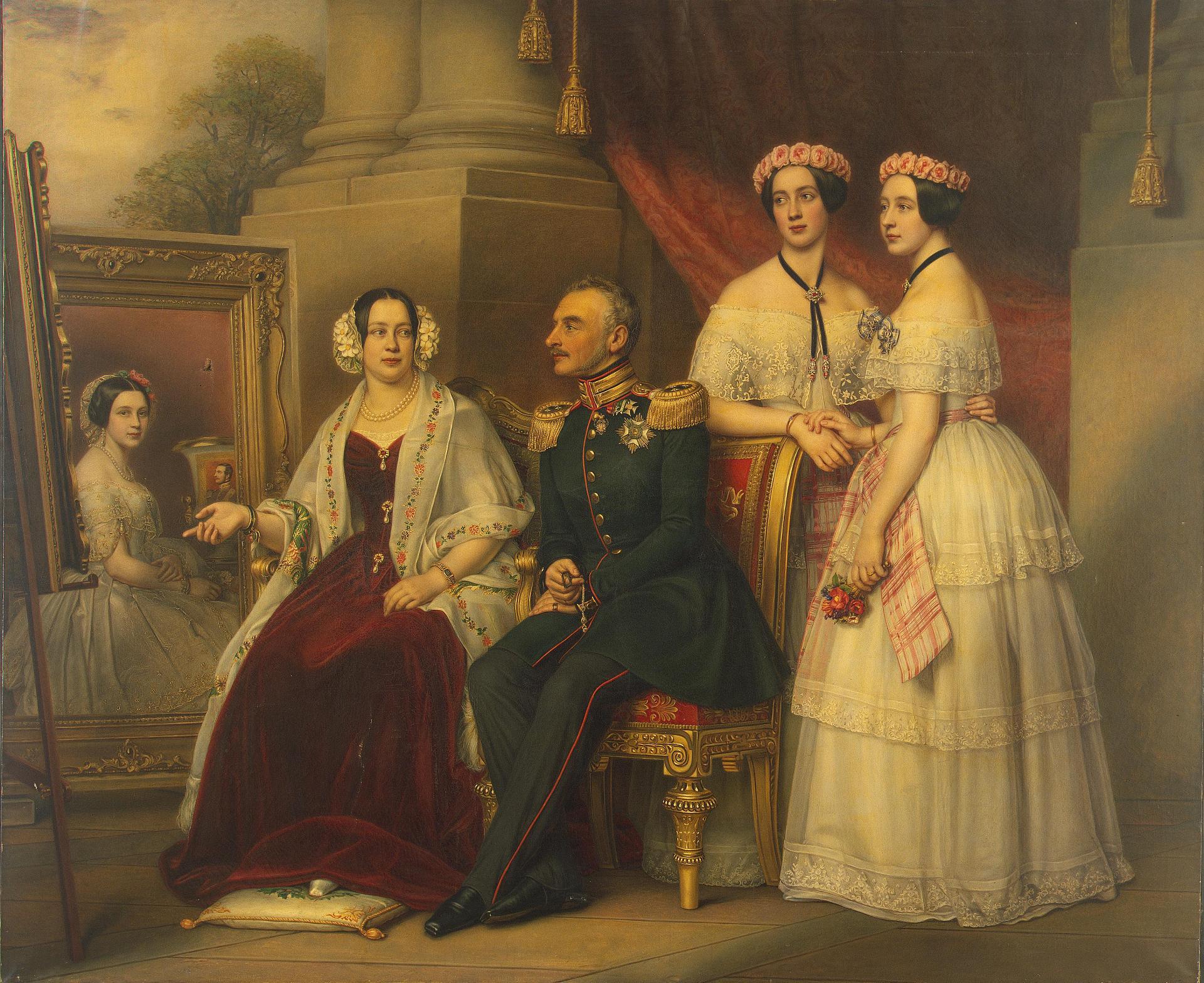
Молодая Елизавета вместе с семьёй, 1847-1848.

Елизавета родилась 26 марта 1826 года в Хильдбургхаузене. Она была четвертой дочерью Йозефа-Фридриха, наследного принца Саксен-Альтенбургского и его жены Амалии Вюртембергской. В 1834 году, её отец стал герцогом Саксен-Альтенбурга, но был вынужден отречься от престола входе гражданской революции 1848 года.
Елизавете и её братьям и сёстрам преподавал Карл Людвиг Ницше, отец знаменитого философа Фридриха Ницше. Её сёстрами были Мария, королева Ганновера и великая княгиня Александра Иосифовна. Через Александру, Елизавета была теткой Ольги, королевы Греции.

### Брак
10 февраля 1852 года Елизавета вышла замуж за своего троюродного брата наследного герцога Ольденбурга Петра, который стал в следующем году Великим герцогом Ольденбурга Петром II, а Елизавета — Великой герцогиней.
У супругов было двое сыновей:
- Фридрих Август III Ольденбургский (1852 — 1931), в первом браке женат на Елизавете Анне Прусской, во втором — на Елизавете Мекленбург-Шверинской.
- Георг Людвиг Ольденбургский (1855 — 1939), не женат.

Елизавета умерла в 1896 году. Её супруг умер через 4 года, в 1900 году.

## Титулы
- 26 марта 1826 – 12 ноября 1826: Её Светлость Принцесса Елизавета Саксен-Гильдбурггаузенская
- 12 ноября 1826 – 10 февраля 1852: Её Светлость Принцесса Елизавета Саксен-Альтенбургская
- 10 февраля 1852 – 27 февраля 1853: Её Королевское Высочество Наследная герцогиня Ольденбурга
- 27 февраля 1853 – 2 февраля 1896: Её Королевское Высочество Великая герцогиня Ольденбурга